# Доржелес Нене
Доржелес Нене (фр. Dorgelès Néné; нар. 23 грудня 2002, Каєс, Малі) — малійський футболіст, атакувальний півзахисник австрійського клубу «Ред Булл» та національної збірної Малі.

## Ігрова кар'єра

### Клубна
Футбольну кар'єру Нене Доржелес починав у малійському клубі «Гідар». У січні 2021 року він перебрався до Європи, де приєднався до австрійського клубу «Ред Булл». Але одразу відправився грати у фарм-клуб «Ред Булла» «Ліферінг» у Другу Бундеслігу. Ще деякий час Доржелес провів в оренді у клубі «Рід».
Влітку 2022 року футболіст переїхав до бельгійського чемпіонату, де також на правах оренди приєднався до клубу «Вестерло».

### Збірна
25 березні 2022 року у матчі проти команди Тунісу Нене Доржелес дебютував у національній збірній Малі.

## Особисте життя
Старший брат футболіста Леві Нене, який виступає за данський «Норшелланн».